# Laliderer Spitze
Laliderer Spitze är en bergstopp i Österrike.   Den ligger i distriktet Innsbruck-Land och förbundslandet Tyrolen, i den västra delen av landet, 400 km väster om huvudstaden Wien. Toppen på Laliderer Spitze är 2 588 meter över havet, eller 114 meter över den omgivande terrängen. Bredden vid basen är 1,2 km.
Terrängen runt Laliderer Spitze är huvudsakligen bergig. Runt Laliderer Spitze är det ganska tätbefolkat, med 58 invånare per kvadratkilometer.. Närmaste större samhälle är Innsbruck, 16,3 km sydväst om Laliderer Spitze. 
Trakten runt Laliderer Spitze består i huvudsak av gräsmarker.